# شناسایی یگانه
شناسایی یگانه یا به انگلیسی SSO: Single Sign-On یک روش برای شناسایی کاربر برای دسترسی به برنامه‌های کامپیوتری یا وب‌سایت‌های امن است.

سرورهای مرکزی شناسایی یگانه که در دسترس برنامه‌های کامپیوتری یا وب‌سایت‌های دیگر قرار دارند برای احراز هویت استفاده می‌شوند تا اطمینان حاصل شود که کاربر فقط یک بار روی یک سایت پسورد خود را وارد می‌کند و بعد از آن به بقیهٔ سایت‌هایی که از شناسایی یگانه استفاده می‌کنند دسترسی دارد و لازم نیست پسورد خود را بیش از یک بار وارد کند.
در حقیقت SSO بخشی از احراز هویت ویندوز است که در آن کاربران برای انجام امور در سایت با ده‌ها صفحهٔ ورود یا login مواجه نمی‌شوند. در زبان رایانه‌بازها این نوع احراز هویت  با نام Single Sign-On شناخته می‌شود.

## هدف
برای ساده‌سازی مدیریت پسورد کاربر. هرچه بیشتر کاربر باید پسورد مدیریت کند، بیشتر تمایل به استفاده از پسورد آسان دارد.
coogle 
ساده کردن مدیریت داده‌های شخصی توسط سرویس‌های مختلف آنلاین.

ساده‌سازی استراتژی امنیت داده‌ها.

## مزیت‌ها
- ریسک دسترسی به سایت‌های شخص ثالث را کاهش می‌دهد. ( گذرواژه‌های کاربران ذخیره یا در  خارج از سایت مدیریت نمی‌شود.)
- ترکیب‌های خسته‌کنندهٔ نام‌های کاربری و گذرواژه‌ای مختلف را کاهش می‌دهد.
- زمانی را که صرف  وارد کردن گذرواژه برای یک هویت مشابه می‌شود کاهش می‌دهد.
- هزینه‌های IT را با کمتر کردن تعداد تماس‌های خدمات IT دربارهٔ گذرواژه‌ها کاهش می‌دهد. [1]

## نگارخانه

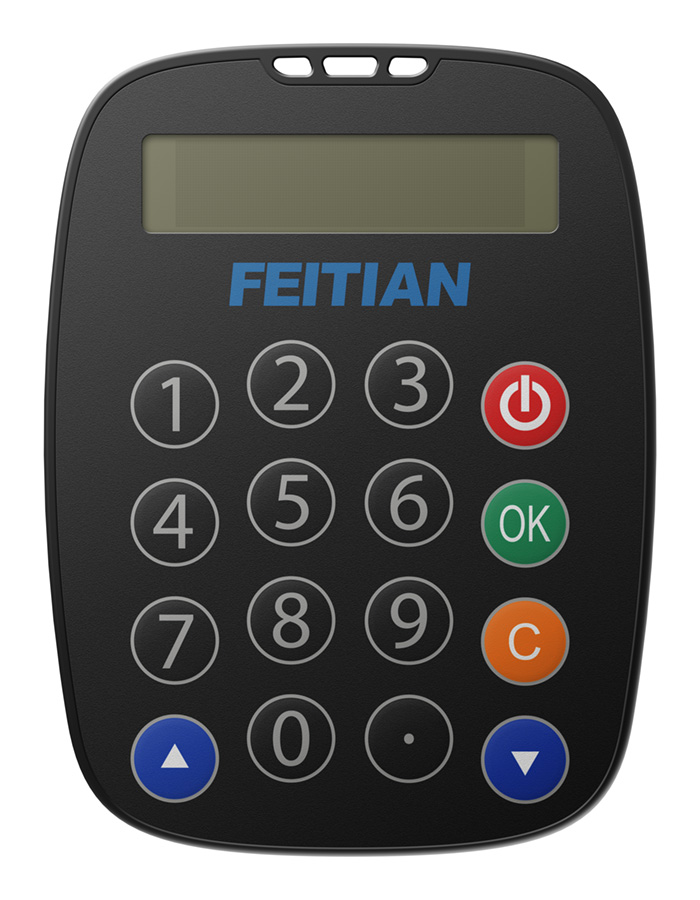